# Platyrhacus drurii
Platyrhacus drurii är en mångfotingart som först beskrevs av Gray 1832.  Platyrhacus drurii ingår i släktet Platyrhacus och familjen Platyrhacidae. Inga underarter finns listade i Catalogue of Life.